# Niqmepa (Alalach)

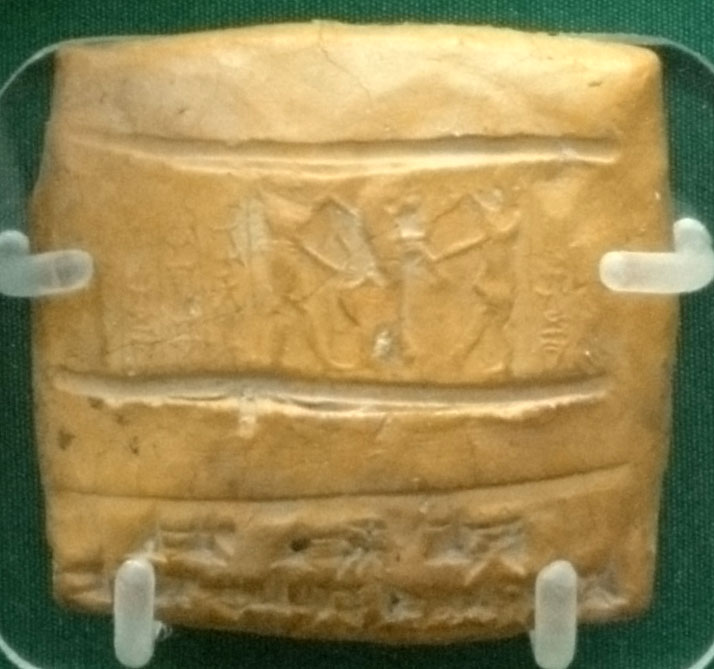
Rechtsurkunde, die Niqmepa nennt

Niqmepa war ein König der bronzezeitlichen Stadt Alalach, der in dem Zeitraum von etwa 1450 bis 1400 v. Chr. regierte. In einem Vertrag nannte er sich König von Mukisch (in dem Text des Vertrages) und König von Alalach (auf einem Rollsiegel des Vertrages). Bei Mukisch handelt es sich um eine Stadt und Region nahe bei Alalach. Niqmepa war der Sohn von Idrimi, der auch König von Alalach war. Die Länge seiner Regierungszeit ist nicht überliefert. Sein Nachfolger war sein Sohn Ilimilimman II.
In Alalach entdeckte man zahlreiche Keilschrifttexte, die einen Zeitraum von etwa 80 Jahren abdecken und in die Schicht IV der Stadt gehören. Die Texte fanden sich hauptsächlich in Raum W1 der sogenannten Zitadelle und in Raum 33 des Palastes. Sie gehören zu verschiedenen Archiven. Aus dieser Schicht stammt auch ein Palast, der oftmals als Niqmepa-Palast bezeichnet wird, obwohl er vielleicht schon unter Idrimi errichtet worden ist. Der in den Texten meistgenannte Herrscher ist Niqmepa. Alalach befand sich zu dieser Zeit unter der Herrschaft des Mittanireiches, wo zu dieser Zeit König Sauštatar regierte. Der Mitanniherrscher wird in zwei Urkunden aus Alalach zusammen mit Niqmepa genannt. Obwohl Alalach zu dieser Zeit ein Vasall des Mitannireiches war, gibt es doch auch Belege für eine aggressive Außenpolitik. In der Jahresdatierung einer Urkunde wird von dem Jahr, als Niqmepa Arazik einnahm, gesprochen.
Das wichtigste Dokument aus seiner Regierungszeit ist ein Vertrag zwischen ihm und Ir-Teschub, König von Tunip, wobei es vor allem darum geht, wie die beiden Stadtstaaten mit Dieben, Rumtreibern, Flüchtlingen und internationalem Schmuggel umgehen sollen. Eine Rechtsurkunde aus dem Archiv beinhaltet eine Klage eines Bewohners von Alalach gegen Niqmepa, die dem Mittannikönig Sauštatar vorgetragen wurde. Der Bewohner von Alalach möchte sich Zwangsarbeiten entziehen, da er die Bürgerschaft von Mittanni habe und deshalb nicht den Autoritäten von Alalach unterstehe. Andere Urkunden beinhalten meist auch einfache Rechtsfälle, etwa den Streit um Besitztümer. In einer anderen Urkunde geht es um die Erlassung besonderer Bürgerrechte und um eine Adoption.